# 5433 Kairen
5433 Kairen (1988 VZ2) là một tiểu hành tinh vành đai chính được phát hiện ngày 10 tháng 11 năm 1988 bởi T. Kojima ở Chiyoda.